# Скитка
Ски́тка (укр. Скитка) — село в Липовецкой городской общине Винницкого района Винницкой области Украины.
Код КОАТУУ — 0522286101. Почтовый индекс — 22545. Телефонный код — 4358.
Занимает площадь 2,18 км².

## Население
Население по переписи 2001 года составляет 578 человек.

### Языковой состав
Родной язык населения по данным переписи 2001 года:
| Язык       | Численность, чел. | Доля     |
| ---------- | ----------------- | -------- |
| Украинский | 569               | 98,44 %  |
| Русский    | 7                 | 1,21 %   |
| Другое     | 2                 | 0,35 %   |
| Итого      | 578               | 100,00 % |

## Адрес местного совета
22545, Винницкая область, Липовецкий р-н, с. Скитка, ул. Садовая, 40